# Izrael Rabon
Izrael Rabon, jid. ‏, ישראל ראַבאָןwłaśc. Izrael Rubin, ps. „Rut Wincykster”, „Szabtaj Cyter”, „Isroel der Klejner”, „Szabse Citer”, „Isroel Rin”, „Rus Vincigster”, „A. Ringel”, „M. Botshkovski” (ur. w 1900 w Gowarczowie, zm. w 1941 w Ponarach) – polsko-żydowski poeta, prozaik, eseista, tłumacz i krytyk literacki.

## Życiorys
Pochodził z ubogiej żydowskiej rodziny. W 1902 zamieszkał na Bałutach przy ul. Pieprzowej 15 (późn. ul. Hersza Berlińskiego) z matką Deborą i ojcem Szymonem, a także bratem i 2 siostrami. Za młodu uczęszczał do chederu, na którym zakończył swoją formalną edukację. Był samoukiem, czytał znaczne ilości książek oraz uczył się języków obcych. W wieku 14 lat tworzył wiersze, które były publikowane w łódzkiej prasie żydowskiej. Z czasem rozpoczął publikować opowiadania, nowele oraz powieści. W 1920 walczył w wojnie polsko-bolszewickiej w 1 Dywizji Litewsko-Białoruskiej. Publikował w gazetach „Łodzier Togblat”, „Hajnt” i „Unzer Ekspres”. Tworzył głównie wiersze o charakterze groteskowo-katastroficznym. W latach 1923–1924 redagował czasopismo „Szweln” (jid., Progi). W 1938 był założycielem i redaktorem warszawskiego czasopisma literackiego „Os. Lid, Nowele, Esej, Bild” (jid., Litera. Wiersze, Nowele, Eseje, Obrazy), w którym publikował pod pseudonimami: „Rut Wincykster” albo „Szabtaj Cyter”. Przekładał na jidysz utwory Jeana Cocteau, Jana Kasprowicza, Rainera Marii Rilkego, Paula Valéry’ego, François Villona, Stefana Zweiga.
Jesienią 1939 uciekł z Łodzi wraz z Chaimem Lejbem Fuksem przed wojskami niemieckimi. Dostał się do Wilna, gdzie mieszkał przy ul. Zamkowej. Tam napisał Farcejchenungen fun jor 1939 (Szkice z 1939), literacki reportaż będący spisem wspomnień autora, wydany w almanachu Unterwegns (jid., W drodze) w 1940 roku i napisany we współpracy z Noachem Pryłuckim i Jechielem Jeszają Trunkiem. Według pisarza Szmerke Kaczergińskiego Rabon zginął przez rozstrzelanie w Ponarach w 1941, lecz jego losy nie są znane.

## Publikacje
- Untern plojt fun der welt (Pod płotem świata; 1928),
- Groer friling (Szara wiosna; 1933),
- Balut: roman fun a forsztot (Bałuty; 1934) – stanowi opowieść o życiu biedoty z Bałut,
- Lider (Wiersze; 1937),
- Farcejchenungen fun jor 1939 (Szkice z 1939 r.; 1940) – obejmuje relację z początku II wojny światowej w Łodzi,
- Di gas (1928; wyd. pol. Ulica; 1991)[1][4].